# Sint-Amanduskerk (Schendelbeke)

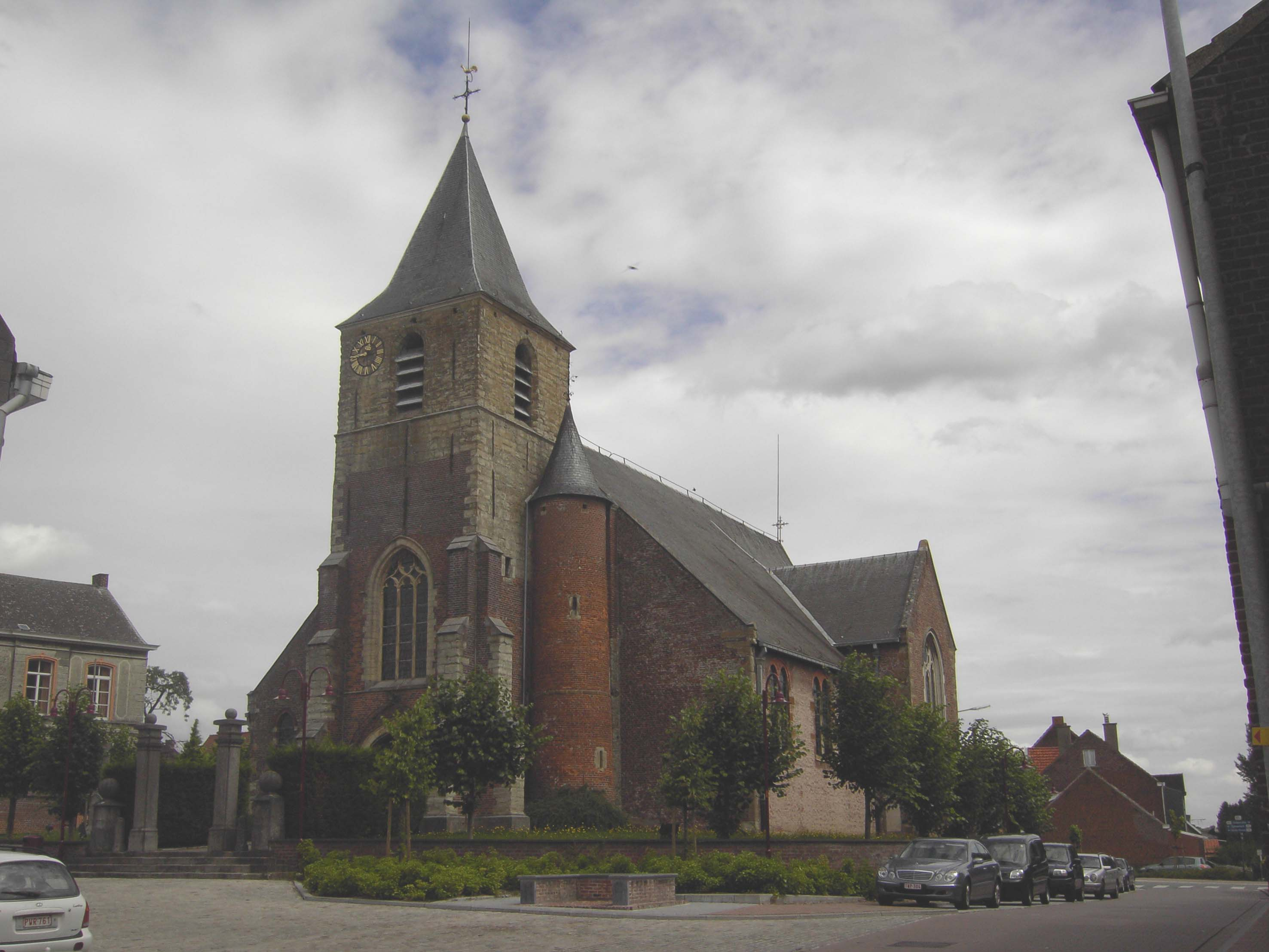
Sint-Amanduskerk

De Sint-Amanduskerk is de parochiekerk van de tot de Oost-Vlaamse gemeente Geraardsbergen behorende plaats Schendelbeke, gelegen aan het Schendelbekeplein.

## Geschiedenis
In 1139 werd voor het eerst melding gemaakt van een kerk op deze plaats. Sporen van een gotisch bouwwerk zijn nog terug te vinden in westtoren, transept en middenbeuk. In 1669 werd de kerk geheel verbouwd en ook in de 19e eeuw vonden er nog wijzigingen plaats. In 1900 werd de toren ingrijpend gerestaureerd.

## Gebouw
Het betreft een driebeukig kerkgebouw met voorgebouwde westtoren, een transept en een driezijdig afgesloten koor. Als materiaal is voornamelijk baksteen gebruikt, met gebruik van zandsteen voor een aantal onderdelen, waaronder de bovenbouw van de toren en delen van de zijgevels. De westtoren wordt geflankeerd door een ronde traptoren.

## Interieur
De kerk bezit een barok hoofdaltaar dat uit de Sint-Adriaansabdij van Geraardsbergen afkomstig is. Ook het overig kerkmeubilair is grotendeels 18e-eeuws en uitgevoerd in barokstijl, rococo- of classicistische stijl. Het orgel is van 1833 en werd vervaardigd door Pierre-Charles Van Peteghem.